# Шувалово (Калужская область)
Шува́лово — деревня в Боровском районе Калужской области. Входит в состав сельского поселения «Деревня Асеньевское».

## География
Деревня находится в северо-восточной части Калужской области, в зоне хвойно-широколиственных лесов, в пределах Протвинской низины, на левом берегу реки Ксёма, на расстоянии примерно 24 км (по прямой) к юго-западу от города Боровск, административного центра района. Абсолютная высота — 176 м над уровнем моря.

### Климат
Климат характеризуется как умеренно континентальный, с тёплым летом и умеренно холодной снежной зимой. Среднегодовая многолетняя температура воздуха составляет 4 — 4,6 °С. Средняя температура воздуха самого тёплого месяца (июля) — 18 °C (абсолютный максимум — 38 °C); самого холодного (января) — −11 — −9 °C (абсолютный минимум — −46 °C). Безморозный период длится в среднем 149 дней. Среднегодовое количество атмосферных осадков составляет 654 мм, из которых 441 мм выпадает в тёплый период. Снежный покров держится в течение 130—145 дней.

## История
В 1868 году — деревня Дарьино на реке Кщема Серединской волости Боровского уезда.

## Население
| 2002 | 2010 |
| ---- | ---- |
| 9    | ↗10  |

### Половой состав
По данным Всероссийской переписи населения 2010 года, в гендерной структуре населения мужчины составляли 40 %, женщины — соответственно 60 %.

### Национальный состав
Согласно результатам переписи 2002 года, в национальной структуре населения русские составляли 100 %.